# Magdalenià inferior
El magdalenià inferior és una fase de la cultura del magdalenià, al Paleolític superior.
Com a característiques comunes cal esmentar els burís, raspadors i raspadors-burís.
Té tres estadis:
- Magdalenià inferior, estadi I que es caracteritza per raederes, per estranyes peces de sílex petites i amb retocs barroers, per perforadors múltiples i per dards de base bisellada. No es coneix a les regions Pirenaica i Cantàbrica.
- Magdalenià inferior, estadi II, que està caracteritzat per l'existència de triangles escalens. Tampoc es coneix a les regions Pirenaica i Cantàbrica.
- Magdalenià inferior, estadi III, caracteritzat per puntes de dard d'os amb un bisell llarg, a vegades amb solc.